# Shibugarasu (InuYasha)
Shibugarasu (屍舞鳥, しぶがらす, "Corbul ce anima cadavrele")  este un personaj ficțional din seria anime și manga InuYasha, creată de Rumiko Takahashi și este unul din protagoniștii seriilor InuYasha.
Pasare demonica, Shibugarasu care urmareste Giuvaerul Sacru; va poseda corpul unui conducator razboining, stabilindu-se in pieptul lui dupa ce-i devoreaza inima. In incercarea sa de a-l extermina, Inuyasha ii permite pasarii sa zboare si sa inghita Giuvaerul Sacru, care ii provoaca cresterea si zboara. Kagome si Inuyasha o vor urmari, iar aceasta va incerca sa o ucida cu o sageata, insa o rateaza. 
Dupa inca o incercare, pasarea va cadea intr-un lac, insa posesia Giuvaerului va conduce la regenerarea lui Shibugarasu; totusi, piciorul acesteia va fi prins de un copil si va fi folosit de Kagome pentru a-si conduce sageata catre demon. Corbul demonic va fi atins de sageata, va muri si in acest proces Giuvaerul va fi spart.